# Artemismuschel
Die Artemismuschel (Dosinia exoleta) ist eine Muschelart aus der Ordnung der Venerida.

## Merkmale
Das gleichklappige Gehäuse ist im Umriss rundlich und misst im Durchmesser etwa 6 cm. Es ist relativ flach und dickschalig. Es ist leicht ungleichseitig, die Wirbel sitzen etwas vor der Mittellinie (bezogen auf die Gehäuselänge). Der Wirbel ist nach vorne gebogen. Der vordere Dorsalrand ist konkav, der hintere Dorsalrand konvex gebogen. Die Lunula ist kurz, aber gut entwickelt mit radialen Rücken. Das Schloss weist in beiden Klappen je drei Kardinalzähne auf, die dicht nebeneinander stehen und in entsprechende Gruben in der jeweils anderen Klappe greifen. Die linke Klappe besitzt zusätzlich noch einen Seitenzahn, dem auf der rechten Klappe eine Grube entspricht. Das Ligament erstreckt sich über ca. zwei Drittel der Länge des oberen Randes hinter dem Wirbel. Die Area („Schildchen“) ist kaum entwickelt. Die Mantellinie ist tief eingebucht, die Bucht ist aber relativ schmal. Die Siphonen sind ziemlich lang und miteinander verwachsen. Es sind zwei Schließmuskeln vorhanden. 
Die Farbe variiert von hellbräunlich-weiß bis gelb, manchmal mit einer radialen Bänderung. Die Oberfläche weist nur eine feine konzentrische Rippung und Anwachsstreifen auf. Das Periostracum ist ein dünner, matter Überzug. Der innere Gehäuserand ist glatt. 

### Ähnliche Arten
Die Artemismuschel ist rundlicher im Umriss und auch etwas größer als die Glatte Artemis (Dosinia lupinus). Die Oberfläche der Artemismuschel ist matt, die Oberfläche der Glatten Artemis ist dagegen glänzend.

## Geographische Verbreitung, Lebensraum und Lebensweise
Das Verbreitungsgebiet der Artemismuschel ist der östliche Atlantik von Norwegen bis Westafrika. Sie kommt auch in der Nordsee vor.
Die Artemismuschel lebt völlig eingegraben in grobkörnigen Substraten. Dabei zeigt der Wirbel nach oben und die Siphonen treten daher am Hinterende fast parallel zur Sedimentoberfläche aus, bevor sie dann nach oben umbiegen und ins freie Wasser ragen. Die Tiere leben vom Flachwasser bis in etwa 100 m Tiefe.

## Taxonomie
Das Taxon wurde bereits von Carl von Linné 1758 als Venus exoleta erstmals publiziert. Es wird heute allgemein akzeptiert zur Gattung Dosinia Scopoli, 1777 gestellt.

## Belege

### Online
- Marine Bivalve Shells of the British Isles: Dosinia exoleta (Linnaeus, 1758) (Website des National Museum Wales, Department of Natural Sciences, Cardiff)